# Yoshinobu Yamamoto

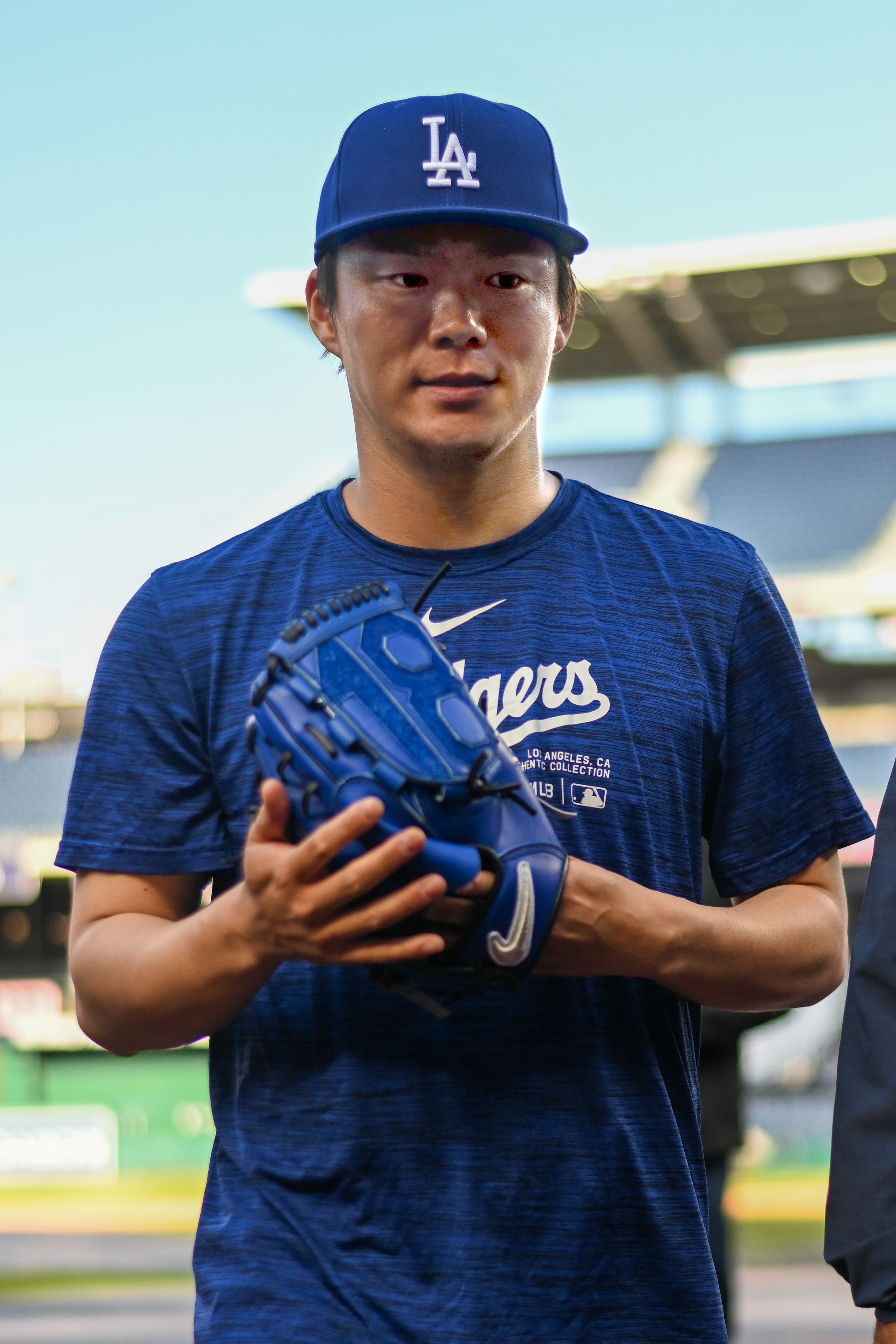
Yoshinobu Yamamoto (2024)

Yoshinobu Yamamoto (山本 由伸, Yamamoto Yoshinobu, * 17. August 1998 in Bizen, Präfektur Okayama) ist ein japanischer Profi-Baseball-Pitcher für die Los Angeles Dodgers in der Major League Baseball (MLB), mit denen er 2024 die World Series gewann. Er spielte von 2017 bis 2023 für die Orix Buffaloes in der Nippon Professional Baseball (NPB). Er gab sein NPB-Debüt im Jahr 2017. Yamamoto ist zweimaliger Pacific League MVP, dreimaliger Gewinner des Eiji Sawamura Award und dreimaliger Gewinner der japanischen Triple Crown.

## Karriere

### Orix Buffaloes
Yamamoto gab sein Debüt im Nippon Professional Baseball (NPB) am 20. August 2017 für die Orix Buffaloes in der Pacific League. Seine Debütsaison beendete er mit einer Bilanz von 3-1 und 48 Strikeouts.
In der Saison 2018 warf Yamamoto in 77 Innings und erzielte eine Bilanz von 6-2 mit 69 Strikeouts. In der Saison 2019 warf er 133 Strikeouts in 149 Innings, mit einer Bilanz von 8-7. Die Saison 2020 beendete er mit einer Bilanz von 8-4.
Yamamoto beendete die Saison 2021 mit einer Bilanz von 18-5 mit 206 Strikeouts in 193 2⁄3 Innings. Mit seinem Earned Run Average von 1,39 führte er die Liga in dieser Saison an.  Yamamoto wurde nach der Saison mit dem Pacific League Most Valuable Player Award ausgezeichnet.
Am 18. Juni 2022 warf Yamamoto seinen ersten, den vierten No-Hitter des Jahres und den 97. in der NPB, als er die Buffaloes zu einem 2:0-Sieg über die Saitama Seibu Lions führte.
In 26 Starts für Orix im Jahr 2022 verzeichnete Yamamoto eine Bilanz von 15-5, einen ERA von 1,68 und 205 Strikeouts in 193 Innings. Nach der Saison wurde er zum zweiten Mal in Folge mit dem Eiji Sawamura Award ausgezeichnet und gewann außerdem zum zweiten Mal in Folge die Triple Crown für Pitcher.
Am 9. September 2023 warf Yamamoto den zweiten No-Hitter in seiner NPB-Karriere, als er die Buffaloes zu einem 4:0-Sieg über die Chiba Lotte Marines führte. Damit war er der erste Pitcher in der Geschichte der NPB, der in zwei aufeinanderfolgenden Spielzeiten einen No-Hitter warf. Yamamoto warf in Spiel 1 der Nippon Series 2023, als er bei der 0:8-Niederlage sieben Runs zuließ. In Spiel 6 der Serie warf er 138 Pitches und erzielte damit einen Nippon-Series-Rekord von 14 Strikeouts in einem Spiel. Am 5. November 2023, am selben Tag, an dem die Buffaloes Spiel 7 und die Serie gegen die Hanshin Tigers verloren, gaben die Buffaloes bekannt, dass Yamamoto in die Major League Baseball wechseln würde. In der Saison 2023 gewann Yamamoto zum dritten Mal in Folge die Triple Crown und als erster Spieler in der NPB, zum dritten Mal in Folge den  Eiji Sawamura Award.

### Los Angeles Dodgers
Die Los Angeles Dodgers unterzeichneten mit Yamamoto am 27. Dezember 2023 einen Vertrag über 12 Jahre und 325 Millionen Dollar. Die Dodgers mussten außerdem eine Ablösesumme von 51 Millionen Dollar an Yamamotos vorherigen Verein, die Buffaloes, zahlen.
Yamamoto gab sein Debüt in der Major League am 20. März 2024 gegen die San Diego Padres im Sky Dome in Seoul, Südkorea. Leider erwies sich sein Debüt als hässliche Führung, da er im ersten Inning fünf Runs mit zwei Strikeouts zuließ. Er konnte das erste Inning beenden, wurde aber nach 45 Würfen von seinen Pflichten entbunden.

## International
Am 1. Oktober 2019 wurde er für die japanische Baseball-Nationalmannschaft für das WBSC Premier12 2019 einberufen.
Im Mai 2021 wurde Yamamoto in den Kader der japanischen Baseball-Nationalmannschaft berufen, die bei den Olympischen Sommerspielen 2020 als Gastgeber teilnahm. Yamamoto besiegte mit der japanische Baseball-Mannschaftbesiegte das Team USA im Spiel um die Goldmedaille. Yamamoto wurde außerdem in das All-Olympic Baseball Team gewählt.
Im Jahr 2023 vertrat Yamamoto Japan bei den 5. World Baseball Classic und gewann das Turnier.